# Bar (établissement)
Pour les articles homonymes, voir Bar.
Un bar est un établissement où l'on sert principalement des boissons alcoolisées. Il est proche du café et du bistro.

## Présentation générale

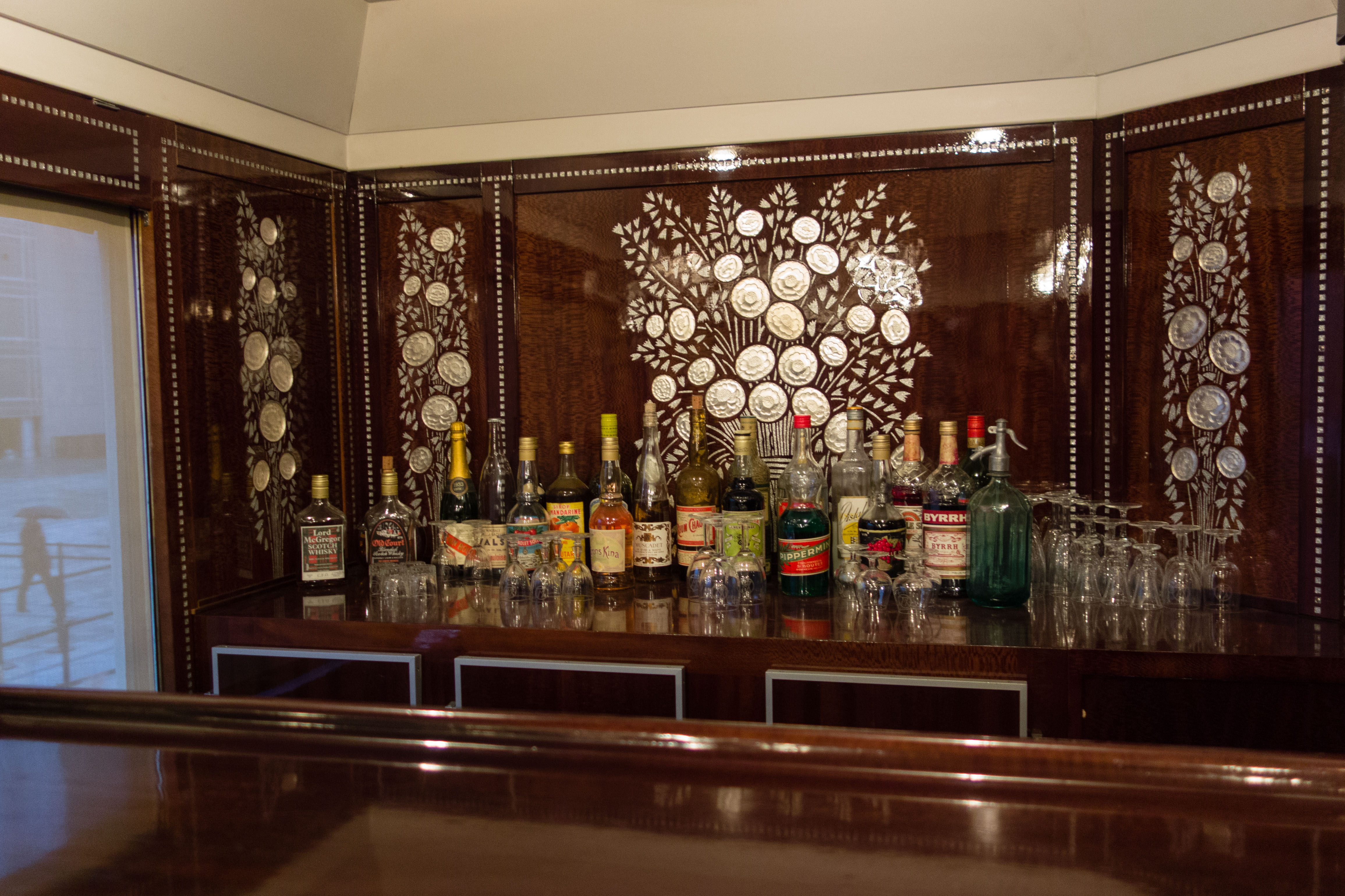
Bar dans l'Orient-Express.

La personne qui y fait le service est appelée « barman » pour un homme, ou « barmaid » pour une femme. Il se place généralement derrière un meuble appelé également bar, mais aussi désigné sous le nom « comptoir » ou, en France, plus familièrement « zinc ». Le bar est un lieu où l’on boit, un lieu bruyant, mais aussi un lieu où l’on se rencontre, où l’on parle, où l’on joue, un lieu de distraction, un lieu de travail, un lieu de culture.

## Histoire
Le plus vieux bar connu a été retrouvé dans les ruines de Lagash, ville sumérienne dans l'Irak actuel, et il daterait de 2700 av. J.-C.. On y servait de la bière, et il était même équipé d'une forme de réfrigérateur rafraichissant les denrées grâce à l'évaporation de l'eau. En France, à partir du XIXe siècle, le bar est un lieu majeur de la sociabilité sous toutes ses formes. Conscientes de l’importance des bars pour la vie et la cohésion sociales, les administrations territoriales se battent aujourd’hui pour leur conservation.

## Variations

### Par activité

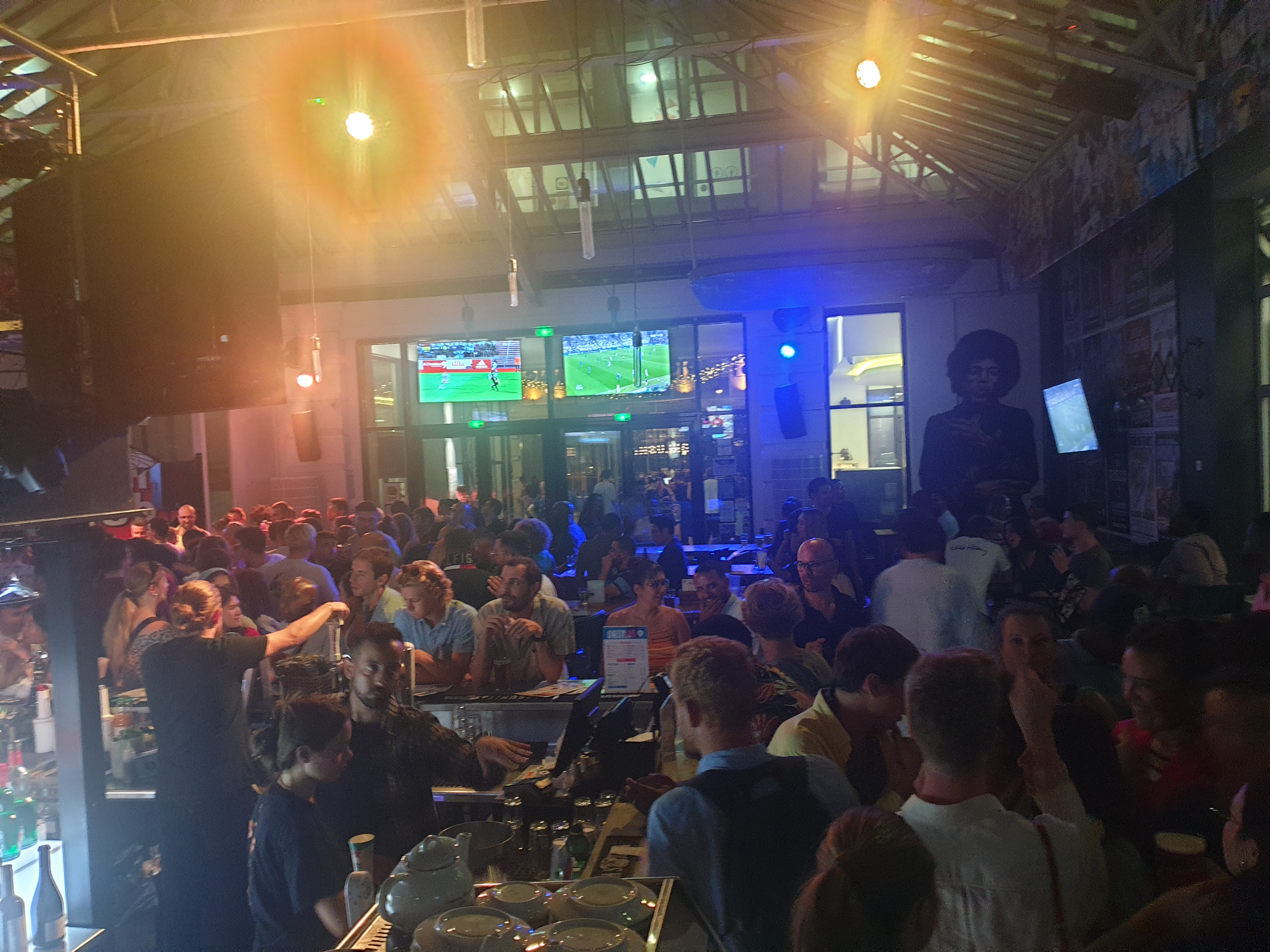
Le bar Belushi's près de la gare du Nord à Paris.

Un bar se caractérise par son ambiance. Du très classique « bistrot » français, belge ou suisse, certains propriétaires de bar peuvent choisir de créer une ambiance particulière pour leur établissement. Ils pourront s'inspirer de concepts étrangers, pub, maquis, etc. Ils peuvent également, avec le mobilier ou la diffusion de musique, donner une ambiance « lounge », c'est-à-dire « relax, confortable et détendu dans un milieu cosy » selon le blogueur Édouard Borie.
Certains bars proposent des divertissements sur la scène de leur établissement, comme des chanteurs, des musiciens, des humoristes, des Go-Go dancers, des show sexy ou des stripteaseurs, qui sont, dans ce dernier cas, apparentés au strip club.
D'autres établissement offrent également un service d'hôtellerie, quand ils ne sont pas eux-mêmes intégrés à un établissement hôtelier. Il peut être combiné avec l'activité de café, on a alors affaire à un « café-bar ».
Le propriétaire peut également faire le choix d'orienter l'identité de son établissement en fonction des produits dont il fait commerce. Il peut s'agir d'un bar à vin, mais également d'un bar à eau, d'un bar à oxygène ou d'un bar à chicha. L'appellation « bar » a ainsi fait florès dans le domaine de la restauration rapide, où l'on trouve par exemple des bars à salades, le côté lié à la consommation de boissons étant devenu marginal.
Dans le cadre d'enceintes sportives, comme les gymnases ou piscines, les lieux mettent à la disposition de leurs clientèles des bars à fruits ou bars à jus de fruits.
Dans certains cas, le terme de « bar » n'est plus là que pour évoquer le côté rapide de l'action, comme dans l'appellation commerciale « bar à sourire » ou encore dans le cas du « bar à chats ».
Quelques établissements enfin, baptisés « bar à hôtesses », proposent à leur clientèle obligatoirement majeure et très souvent masculine, la compagnie de jeunes femmes employées par le bar, que l'on nomme communément « hôtesses » ou « entraîneuses ». Ces salariées ont pour fonction d'attirer les clients afin de les pousser à consommer au bénéfice de l'établissement (bouteille de champagne, par exemple). Souvent, comme c'est le cas en Belgique, ce type de bar, appelé aussi « bar montant » ou « bar de nuit », dissimule une activité de maison close.

### Par pays
Dans la plupart des pays[Lesquels ?], la vente d'alcool est réglementée, les bars sont différents par leurs boissons et par pays, par exemple il y a des pays musulmans qui interdisent le commerce de l'alcool[réf. nécessaire].

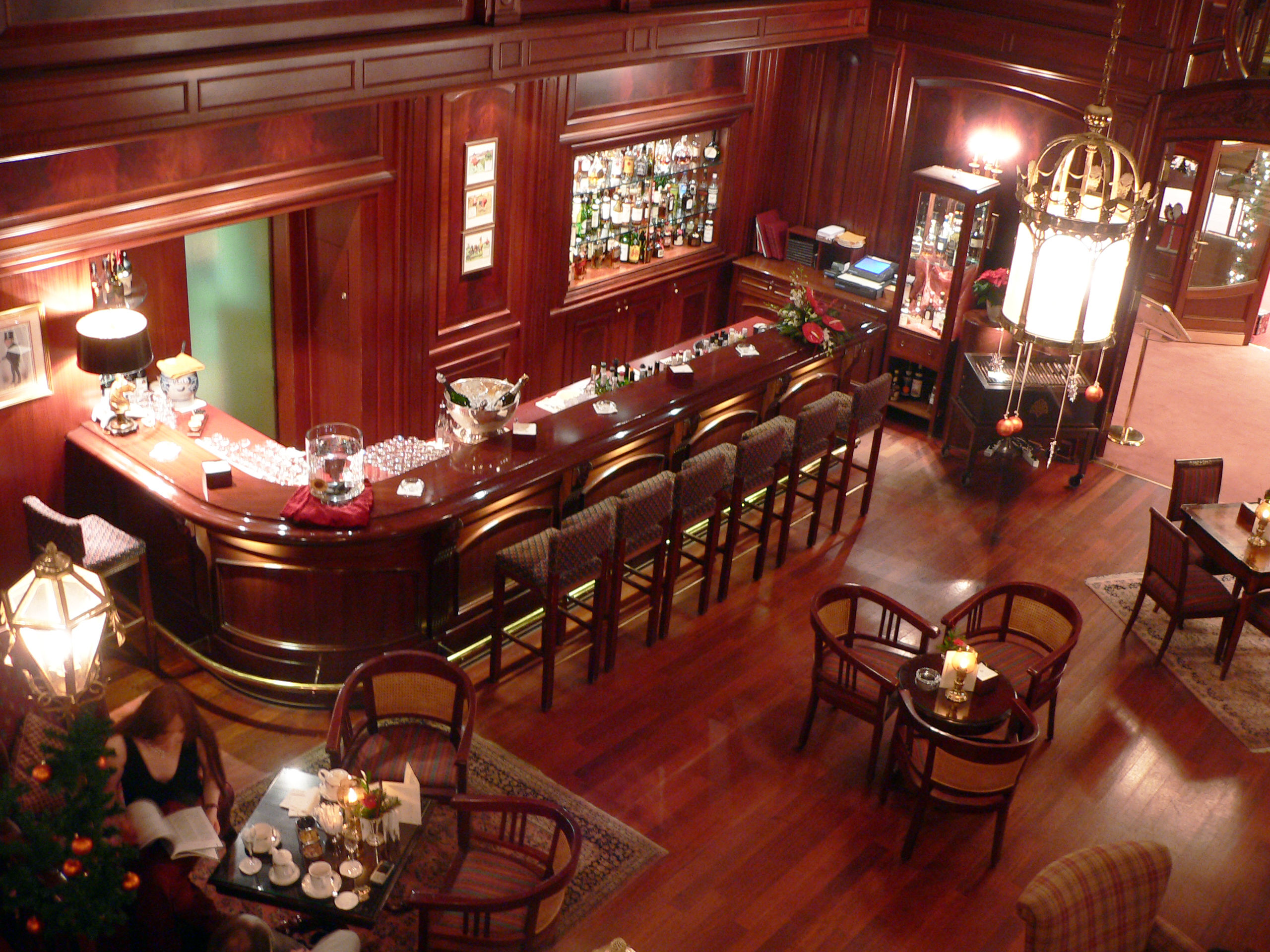
Un bar en Suisse.

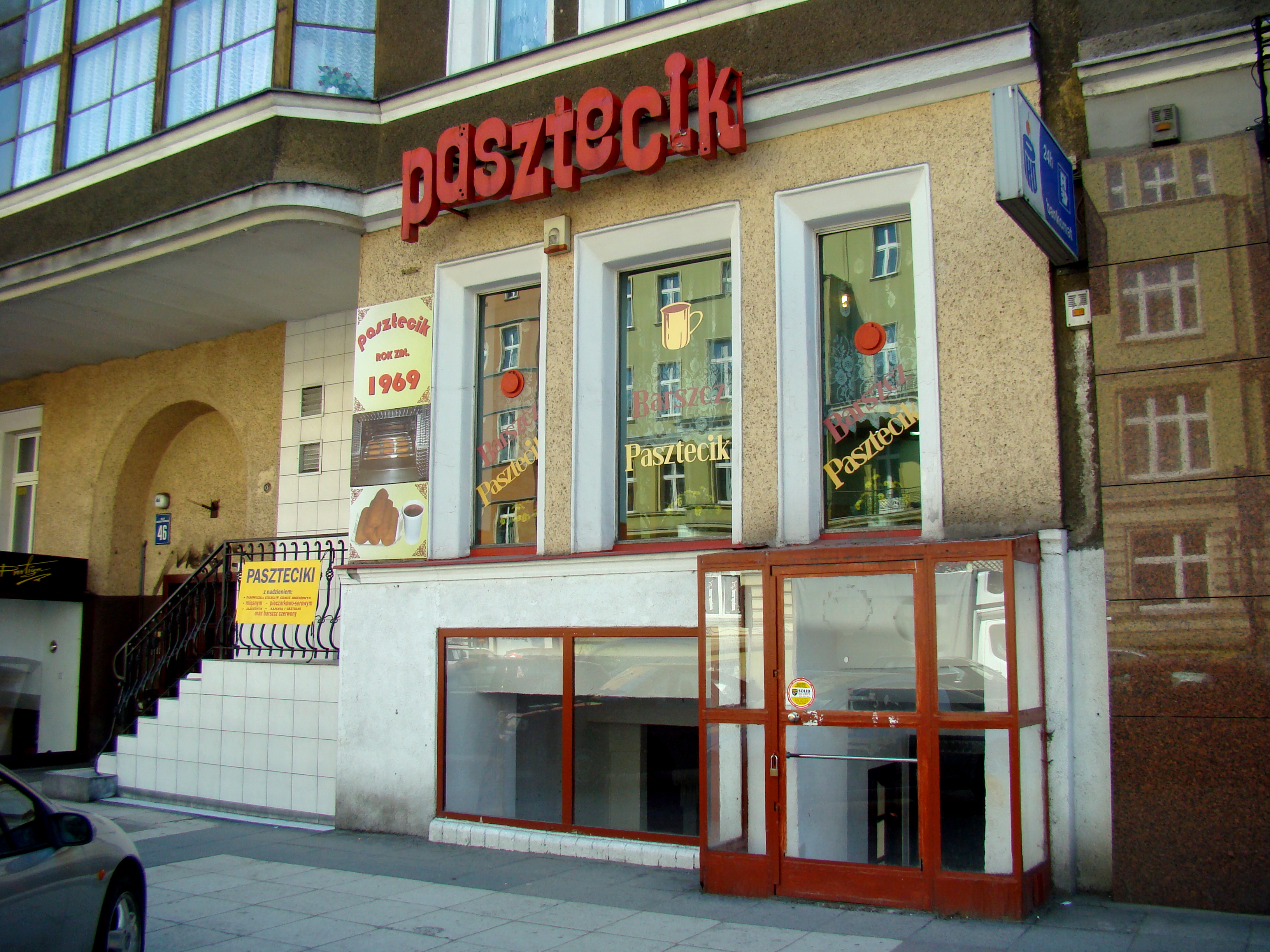
Le plus ancien bar servant une pâte frite connu sous le nom pasztecik szczeciński, à Szczecin, en Pologne.

#### États-Unis
En 2011, les bars à jus de fruits indépendants réalisent des chiffres d'affaires supérieurs à un million de dollars (745 000 €) par emplacement, indique le PDG Kevin Johnson (en) de la chaîne de cafés américaine Starbucks.

#### France

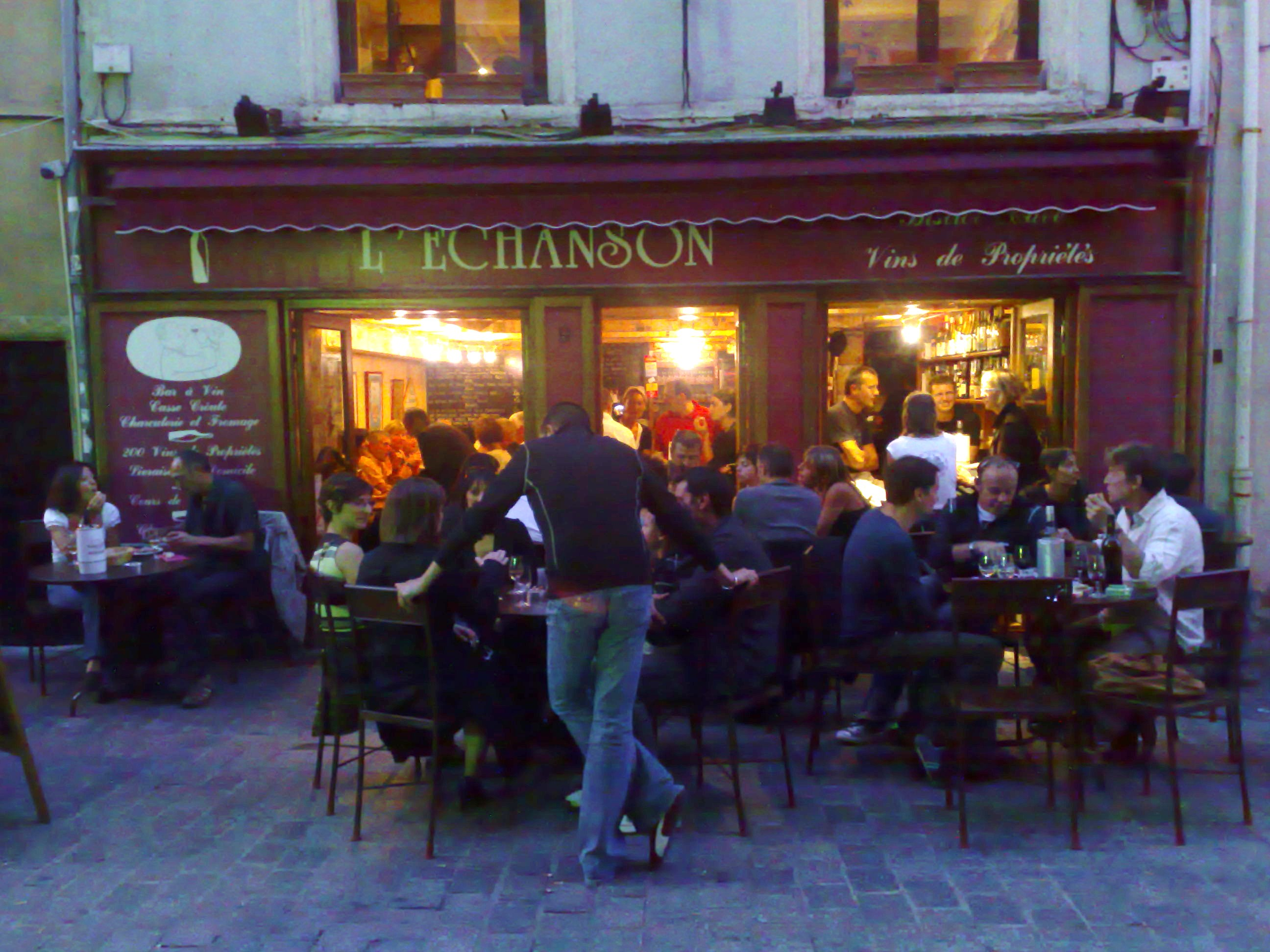
Un bar à Nancy en France.

En France, les bars sont qualifiés de « débits de boissons » à consommer sur place. Ils font l’objet d’une réglementation spécifique : le Code des débits de boissons, auquel s’ajoute un certain nombre d’articles du Code général des impôts. Ils sont soumis à une autorisation municipale ou préfectorale dite « droit de licence » dont le degré d'exigence varie en fonction du type de boissons vendues. Le gérant d'un bar doit ainsi être titulaire d'une licence de débit de boisson à consommer sur place (distincte de la licence restaurant).
L’article L.3321-1 du code de la santé publique distingue ainsi entre quatre groupes de boissons, :
- 1er groupe : boissons sans alcool : eaux minérales ou gazéifiées, jus de fruits ou de légumes non fermentés ou ne comportant pas, à la suite d'un début de fermentation, de traces d'alcool supérieures à 1,2 degré, limonades, sirops, infusions, lait, café, thé et chocolat ;
- 3e groupe[9] : boissons fermentées non distillées et vins doux naturels (vin, bière, cidre, poiré et hydromel), auxquelles sont joints les vins doux naturels, ainsi que les crèmes de cassis et les jus de fruits ou de légumes fermentés comportant de 1,2 à 3 degrés d'alcool, vins de liqueur, apéritifs à base de vin et liqueurs de fraises, framboises, cassis ou cerises, ne titrant pas plus de 18 degrés d'alcool pur ;
- 4e groupe : rhums, tafias, alcools provenant de la distillation des vins, cidres, poirés ou fruits, et ne supportant aucune addition d'essence ainsi que liqueurs édulcorées au moyen de sucre, de glucose ou de miel à raison de 400 grammes minimum par litre pour les liqueurs anisées et de 200 grammes minimum par litre pour les autres liqueurs et ne contenant pas plus d'un demi-gramme d'essence par litre ;
- 5e groupe : Toutes les autres boissons alcooliques.

Différentes licences sont associées à ces groupes :
- Pas de besoin de licence pour les boissons du 1er groupe (anciennement Licence I, dite « petite licence »).
- La licence III permet de proposer, des boissons des 1er et 3e groupes.
- La licence IV permet de proposer des boissons de tous les groupes. L'ouverture d’un nouvel établissement de cette catégorie est interdite[10]. L’acquisition d’une licence IV ne peut être faite que par mutation, translation, ou transfert.

La législation distingue les débits de boissons permanents et les débits de boisson temporaires, dont l'ouverture est soumise à des règles différentes. Le gérant doit également posséder un permis d'exploitation, et les horaires d'ouverture des débits de boissons peuvent être fixés par le Préfet et par le Maire.
Depuis 1960, le nombre de bars en France a connu une baisse drastique, surtout dans les milieux ruraux alors qu'il possèdent une place importante dans la sociabilisation des villages, passant de 600 000 à 34 000 en 2016. 7 000 bars ferment chaque année en France,.